# L'Ausiliare
La società L'Ausiliare fu un importante attore nel settore della costruzione e gestione di linee ferroviarie, nonché nel noleggio di carri merci come detentore.
Fondata all'inizio del Novecento in un'epoca di forte espansione delle ferrovie italiane, l'azienda si dedicò inizialmente alla costruzione ed esercizio di alcune ferrovie in concessione in Campania e in Toscana divenendo, con la nazionalizzazione della rete ferroviaria, un attore di primo piano in Europa nel noleggio di carri merci.
L'Ausiliare concluse la sua attività autonoma nel 1992 con la sua incorporazione nel gruppo australiano Brambles.

## Settori di attività
Scopo sociale de L'Ausiliare era "la locazione di vagoni, le imprese in generale e senza limitazioni di ferrovie, tramvie, strade, impianti elettrici od industriali, costruzioni e lavori congeneri, tutte le operazioni e tutti gli affari attinenti direttamente od indirettamente alle dette industrie".
Nella sua storia l'azienda si focalizzò tuttavia in due settori ben distinti:
- l'attività di noleggio carri, carri di proprietà, partecipazioni finanziarie in compagnie estere con le quali si poneva come partner industriale, costituendo una vera e propria rete unita da comuni interessi e proprietà che caratterizzò l'intera vita aziendale,
- la costruzione ed esercizio di linee ferrotranviarie, quali la ferrovia Arezzo-Sinalunga e la Bazzano-Spilamberto, anche attraverso proprie controllate quali le Strade Ferrate Sovvenzionate e la Ferrovia Poggibonsi-Colle Val d'Elsa; tale settore fu abbandonato nel corso degli anni trenta.

## Storia
Con atto depositato presso la cancelleria del tribunale di Milano, il 2 gennaio 1900 fu fondata la società L'Ausiliare - Locazione di vagoni - Imprese ferroviarie e Tramviarie, il cui azionista di maggioranza era il viennese Augusto Lederer, già coinvolto in investimenti analoghi in altri stati quali l'Ungheria; gli altri azionisti erano l'ungherese Adolfo Urban, l'italo-boemo Ambrogio Campiglio, l'italiano Augusto Ferrari e l'austriaco Giulio Deutsch. La sede della società, mantenuta fino al 1914, era in via Brera.
L'attività di noleggio tipica delle imprese che operano come detentore fu avviata nei confronti di concessionarie ferroviarie quali le Ferrovie della Sicilia e le Strade Ferrate del Mediterraneo e di impianti industriali sia in Italia che all'estero.

### L'attività come concessionaria e le collaborazioni in Europa

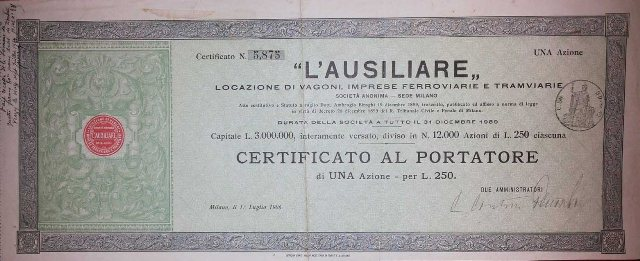
Azione della società

Parallelamente, anche per far fronte alla contrazione della domanda imposta dalla difficile situazione economica che presto si manifestò, fu intrapresa un'attività finanziaria nel settore della costruzione ed esercizio di ferrovie in concessione: in virtù di un accordo con l'ingegnere ungherese Emilio Török che assieme al comune di Massa Marittima aveva ottenuto la concessione di una ferrovia per Follonica, L'Ausiliare fondò con quest'ultimo la Società Anonima della Ferrovia Massa Marittima-Follonica Porto (FMF), di cui la società milanese deteneva 4800 azioni e la cui missione era quella di costruire ed esercire una linea ferroviaria secondo il progetto elaborato nel 1887 ad opera dell'ingegner Telemaco Parri di Follonica e dell'architetto Manfredini di Firenze e completato nel 1890 recependo le varianti imposte dall’Ispettorato Generale delle Strade Ferrate. L'atto di costituzione della società, risale ad un Regio decreto dell'11 giugno 1899.
Perseguiti senza sbocchi pratici alcuni progetti di ferrovie e tranvie in Lombardia, L'Ausiliare entrò in seguito con una quota del 25% nel capitale azionario della Società Italiana per le Strade Ferrate Sovvenzionate (SFS) che deteneva a sua volta l'80% del capitale della Società Anonima Ferrovia Poggibonsi-Colle Val d'Elsa (FPC) e gestiva le ferrovie Benevento-Cancello e L'Aquila-Capitignano; la direzione di esercizio di Massa Marittima era comune con la FPC.
Durante i primi anni del Novecento si giunse inoltre alla stesura di un progetto definitivo della linea Castelfranco-Bazzano, la cui stesura venne affidata dall'Ausiliare all'ingegnere Corrado Manfredi di Piacenza. 
A causa di alcune difficoltà economiche causate dall'attraversamento della ferrovia Milano-Bologna, che le FS imponevano non avvenisse a raso, la stessa L'Ausiliare disdettò tuttavia la convenzione dopo aver ottenuto nel 1909 la concessione per la realizzazione e gestione della linea nella quale subentrarono i Comuni interessati.
Nel 1906 una quota consistente capitale L'Ausiliare fu acquisita dalle società Österreichische Eisenbahn Verkers Anstalt (OEVA) di Vienna e Ungarische Eisenbahn Verkers Antiengesellshaft (UEVA) di Budapest, entrambe partecipate da Lederer, accentuando la vocazione internazionale dell'azienda e preludendo al raddoppio del capitale dell'anno successivo. Nel 1910 fu la volta della Wiener Bankverhein e della Banque de Paris et des Pays-Bas, che consentirono la quotazione alla borsa di Milano e a quella di Bruxelles.
Nel 1909, assieme alle consociate OEVA e UEVA, L'Ausiliare costituì una società di diritto russo per la locazione di carri, con sede a San Pietroburgo, che fu però ben presto posta forzatamente in liquidazione dal governo russo nel 1916 in conseguenza delle vicende politiche dell'epoca. Nel 1911 un'analoga impresa, questa volta con la collaborazione della Banque Française pour le Commerce et l'Industrie, portò a fondare a Parigi la società anonima Compagnie Française pour la Location de Material de Transport, cui furono trasferiti tutti i contratti in essere stipulati in Francia. Nel 1916 L'Ausiliare risultava inoltre possedere una significativa partecipazione nella British Railway Traffic & Electric Co..
Nel 1899 l'ingegner Enea Gambi, per conto di un consorzio di comuni e aziende agricole della Val di Chiana, approntò un progetto per la costruzione di una linea ferroviaria tra Arezzo e Sinalunga, approvato nello stesso anno dal Consiglio Superiore dei Lavori Pubblici. Il consorzio contattò quindi L'Ausiliare, che riprese il progetto Gambi rielaborandolo, presentando il risultato nel 1907 e ottenendo la concessione nel 1911. Nel luglio 1915, con decreto ministeriale, la società La Ferroviaria Italiana di Arezzo subentrò all'Ausiliare nella costruzione ed esercizio della linea ferroviaria Arezzo-Sinalunga.
Il clima politico legato alla prima guerra mondiale influì profondamente sulla società italiana, spingendo, per tutelare la stessa, alle dimissioni dei soci di origine austriaca e ungherese. Il materiale della British Railway, espropriata di fatto la società in quanto il capitale era posseduto da un paese nemico, fu invece sequestrato e messo a disposizione per lo sforzo bellico. A ostilità cessate il periodo di crisi economica condusse a diminuire la redditività della collegata francese, dalla quale L'Ausiliare si disimpegnò a partire dal 1922.
Nel 1919, frattanto, Giulio Deutsch era stato reintegrato nella sua duplice carica di direttore e amministratore delegato, mentre il consiglio di amministrazione venne rinnovato accentuando il coinvolgimento con gli ambienti politici di Roma, città ove per tutti gli anni venti venne spostata la sede societaria lì mantenuta fino al 1931, anno in cui essa tornò a Milano per poter meglio seguire la maggior parte dei clienti.

### Riposizionamento sul mercato e ingresso dei belgi
La profonda crisi economica che caratterizzo l'economia occidentale a partire dal 1929 non risparmiò L'Ausiliare, che negli anni trenta si vede costretta a ridurre gli stipendi ai propri dipendenti e ripensare il proprio modello di sviluppo: in tale frangente si maturò dunque di uscire dal settore dell'esercizio ferroviario concentrandosi sul noleggio dei carri, attività che stava diventando più remunerativa. Nel corso degli anni, peraltro, il servizio della FMF, prevalentemente rivolto al traffico merci per la società Montecatini (di cui deteneva parte del capitale) vide ridurre la remuneratività per L'Ausiliare che, diventata unico azionista, nel 1936 cedette l'intero pacchetto azionario al senatore genovese Felice Bensa; analogamente le partecipazioni azionarie legate alla SFS vennero cedute nel 1934 sebbene l'attività nel settore si concluse solo nel 1942, a causa procedura della messa in liquidazione della FPC.
Il parco vagoni, che nel 1937 ammontava a 380 unità, venne incrementato per soddisfare le necessità della Raffineria Aquila di Trieste. Frattanto la maggioranza delle azioni passò dal socio ungherese UEVA al belga Adolfo Stoclet, già azionista delle Ferrovie Nord Milano, attraverso la finanziaria Compagnie Auxiliaire des Chemin de Fer di Glarona la quale divenne la holding del gruppo. Nel 1940 i carri erano diventati 443, di cui 40 a sagoma inglese e il resto prevalentemente ferrocisterne.
La seconda guerra mondiale colpì duramente l'azienda, il cui comitato esecutivo era stato nel frattempo sospeso, che vide la sede di via Verdi demolita dai bombardamenti. Cessate le ostilità la stessa fu dunque stabilita definitivamente in un immobile che era stato acquistato, sito in via Leopardi, il quale venne a tale scopo ristrutturato. Nel 1945 al senatore Antonio Scialoja subentrò nel ruolo di presidente il banchiere Mino Gianzana; il 12 febbraio 1948 lo statuto della società venne cambiato per recepire il nuovo codice civile italiano che imponeva la trasformazione delle Società anonime in Società per azioni; nello stesso anno, grazie a nuove acquisizioni che consentirono di rimpiazzare i veicoli andati perduti durante la guerra, il parco carri assommava a 498 unità.

### Dopo la guerra
Acquisiti nel 1949 ulteriori 122 carri L'Ausiliare, che si era fino ad allora specializzata nel noleggio di veicoli per alcuni specifiche categorie merceologiche, iniziò a diversificare l'attività nel settore intermodale, acquistando alcune casse mobili e partecipando con propri capitali alla fondazione della Costruzione ed Esercizio Mezzi Ausiliari di Trasporto, da allora nota come CEMAT, quale socio dell'Istituto Nazionale Trasporti, una società delle Ferrovie dello Stato. Scopo dell'operazione era appunto la promozione del trasporto mediante casse mobili.
Nel 1956, in un periodo di bilanci soddisfacenti, il parco carri assommava a 600 unità e il capitale sociale fu aumentato con risorse interne a 216 milioni di Lire. Il boom automobilistico di quegli anni suggerì all'Ausiliare di investire nel settore dei carri per il trasporto auto: vennero dunque commissionati alle officine di Costamasnaga 150 carri a due piani, a tre assi, per il trasporto delle autovetture Fiat destinate ai mercati esteri, traffico favorito dalla presenza di un ufficio de L'Ausiliare appositamente aperto a Torino. Ulteriori 100 carri vennero ordinati nel 1963, metà dei quali destinati all'Ausiliare, gli altri alle consociate svizzera ETRA (Eisenbahn Transportmittel AG) e tedesca EVA (Eisenbahn Verkehrstmittel AG). Nel medesimo periodo furono stipulati accordi commerciali con la neocostituita SITFA, società concorrente allora facente parte del gruppo Züst Ambrosetti specializzata proprio nel trasporto di autovetture.
Nel 1976, nel quadro di un piano di razionalizzazione delle attività, dopo l'apertura di uno scalo ad Airasca L'Ausiliare istituì a Torino un'officina per la riparazione dei carri; la stessa rimase in servizio per soli venti anni in conseguenza della volontà delle FS, proprietarie dell'area, di destinare la stessa ad altri scopi.
Gli scioperi e le rivendicazioni sindacali degli anni settanta penalizzarono l'intero apparato produttivo nazionale e L'Ausiliare vide diminuire conseguentemente le richieste di trasporti tradizionali, comportando a partire dal 1971 una riduzione del parco carri; il segmento del trasporto auto tuttavia resse, inducendo la creazione di una società partecipata al 50% con SITFA denominata Intertrans, per la gestione di un nuovo scalo a Trofarello, inaugurato nel 1973 e mai pienamente sfruttato a causa della crisi petrolifera di quegli anni; lo stesso venne in seguito chiuso nel 1985 e la quota della Intertrans ceduta allo stesso gruppo Züst Ambrosetti.
Nel 1975 i proventi dalle principali filiere servite risultavano così ripartiti:
- 44% dal noleggio di carri per il trasporto auto
- 37% dal noleggio di carri per il trasporto materiali pulvirulenti
- 13% dal noleggio di carri per il trasporto di liquidi e gas

Sul finire del decennio un importante avvicendamento si ebbe nel capitale, con l'uscita della famiglia Stoclet rimpiazzata dal gruppo bancario belga Bruxelles Lambert; contestualmente nuovi contratti siglati con la BMW e l'Alfasud consentirono una ripresa del trasporto auto, mentre per il trasporto dei cereali fu fondata la società CITA Italiana. La diversificazione delle attività portò inoltre, nel 1979, all'immissione in servizio di 30 nuovi carri a grande capacità denominati "Débach' Vit" che riscontrarono un successo tale da portare nel 1981 il parco di tali unità a 230.
Nel 1984 venne inaugurata una nuova filiale a servizio dello stabilimento Fiat di Termini Imerese e nel 1986 si decise di costituirne un'altra in Spagna, con sede a Madrid, partner della spagnola Transfesa e della francese STVA. Il canto del cigno della società si ebbe l'anno successivo, nel 1987, quando venne composto il cosiddetto "treno itinerante", costituito da diciassette carri rappresentativi delle diverse tipologie offerte; lo stesso coprì un lungo itinerario con ampia copertura della stampa di allora.

### La Brambles
Nel 1985 le quote della banca Bruxelles Lambert vennero acquisite dal gruppo australiano Brambles, che arrivò dunque a controllare L'Ausiliare attraverso la società tedesca EVA e la francese Simotra.
Nel 1992 il marchio Brambles sostituì la storica iscrizione "L'Ausiliare" sull'intero parco carri aziendale, mentre le quote italiane passarono di mano.
Nel 2002, infine, tutte le attività ferroviarie di Brambles furono cedute alla tedesca VTG AG.

## Dati societari
Costituita il 19 dicembre 1899, la società aveva una durata prevista di novanta anni prorogabile per deliberazione dell'assemblea. Capitale di lire 3.000.000 diviso in 12.000 azioni di 250 lire ciascuna al portatore.
Quotata alla borsa di Milano, nel 1986 sotto la presidenza di Filippo Carpi de Resmini, L'Ausiliare vantava un fatturato di oltre 60 miliardi di lire, gestendo 2700 carri merci per conto del gruppo clienti Fiat e di numerose imprese chimiche.

### Innovazione tecnologica
Dai primi carri di origine ottocentesca, uno dei quali conservato presso il museo TPER al treno itinerante del 1987 passando per gli allora rivoluzionari carri "Débach' Vit" a fiancate apribili, la società si distinse per una costante ricerca nell'innovazione tecnologica che la portò altresì a sperimentare sulle linee da essa esercite alcuni rotabili particolari.
Sulla Ferrovia Massa Marittima-Follonica, ove erano comunque presenti 127 carri noleggiati dalla casa madre, nel 1925 fu sperimentata l'automotrice Narizzano Tipo I prodotta dalla società Ferrautovie per la costruzione di automotrici leggere con motore a esplosione e alimentazione a nafta, che rappresentava uno dei primi esempi italiani di veicoli di questo tipo. Nonostante i buoni esiti della sperimentazione, per l'esercizio sulle sue linee L'Ausiliare acquistò in seguito due automotrici di costruzione Ganz.